# Viticulture en Rhénanie-Palatinat

Des feuilles de la vigne forment la couronne au-dessus des armoiries de Rhénanie-Palatinat.

La viticulture en Rhénanie-Palatinat joue un rôle important dans la vie économique du Land . 
Six des treize zones de viticulture allemandes, pour les vins de qualité, se trouvent en Rhénanie-Palatinat. Plus de 65 % des vins allemands proviennent des zones de l'Ahr, du Mittelrhein, de la Moselle, de la Nahe (de), de la Palatinat et de Rheinhessen ,. Soulignant cette importance du vin, les armoiries du Land ont des feuilles de la vigne dans la couronne. En outre, un  ministère porte officiellement la viticulture dans son nom : Ministère de l'environnement, de l'agriculture, de l'alimentation, de la viticulture et des forêts de Rhénanie-Palatinat (de).
La route du vin allemande se trouve aussi en Rhénanie-Palatinat.

## Terroirs
En Rhénanie-Palatinat, il y a six terroirs (l'Ahr, le Mittelrhein, la Moselle, la Nahe (de), la Palatinat} et Rheinhessen) avec une surface d'environ 64 500 ha ; puisqu'en Allemagne environ 105 000 ha sont cultivés en vigne, la Rhénanie-Palatinat est donc la plus grande zone. Cette région produit 65 % des vins allemands.
Voilà aussi la raison qu'il y a un procureur à Bad Kreuznach (en allemand : Landeszentrale für Wein- und Lebensmittelstrafsachen) avec environ 250 procès par an .

## Variétés

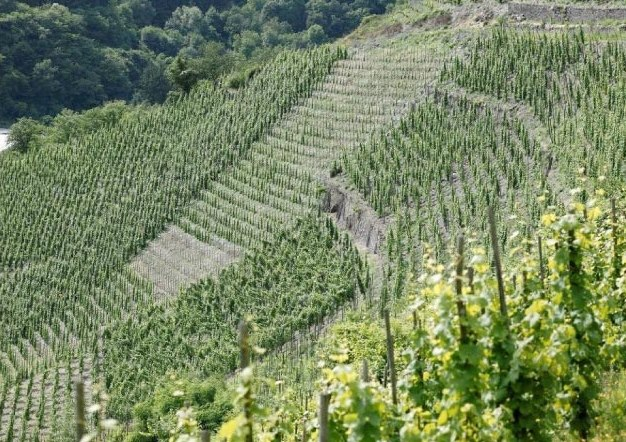
Le vignoble de Trarbacher Hühnerberg.

### Vin blanc
Les cépages blancs les plus importants (environ 47 608 ha) sont les suivants : Riesling (~ 18 226 ha), Muller-Thurgau (Rivaner ~ 6 800 ha), Grauburgunder (Ruländer ~ 5 080), Weißer Burgunder (~ 3 776 ha), Silvaner (~ 2 588 ha), Kerner, Scheurebe, Bacchus, Faberrebe, Huxelrebe, Ortega, Chardonnay, Morio-Muskat, Elbling, Gewurztraminer, Reichensteiner, Ehrenfelser, Siegerrebe , Regner, Würzer, Sauvignon, Blanc, Auxerrois

En 2023, le terroir de Rhénanie-Palatinat était planté à 28 % avec le cépage de Riesling. C'était la plus forte proportion des dernières 40 années pour cette variété, traditionnellement importante pour le Land.

### Vin rouge
Les cépages rouges les plus importants (environ 17 131 ha) sont les suivants : Dornfelder (~ 6 289 ha), Pinot noir (~ 4 301 ha), Blauer Portugieser (~ 2 101 ha), Regent (~ 1 205 ha), Merlot (~ 679 ha), St. Laurent, Dunkelfelder, Pinot meunier, Cabernet Sauvignon, Heroldrebe, Pinot noir précoce, Cabernet Mitos, Acolon, Cabernet Dorsa, Domina.

### Sekt[6]
Voilà les Sektkellereien dans le Land : Kupferberg  und Goldhand (Mayence), Deinhard (Coblence), Schloss Wachenheim (Wachenheim an der Weinstraße), et beaucoup d'autres petites et moyennes entreprises qui produisent un Winzersekt (de).

## Taille des entreprises
Le nombre des producteurs de vins a diminué de 15 % entre 2007 et 2010, passant de 11 037 à 9 382. En même temps la surface moyenne des entreprises a augmenté dans 10 ans  de 4,1 ha  à  6,8 ha en 2010. Le processus de concentration a progressé plus vite dans la viticulture en Rhénanie-Palatinat que dans l'agriculture de l'Allemagne. 23 % des exploitations viticoles utilisent en 2010 environ 61 %  de la zone viticole en Rhénanie-Palatinat.

## Great Wine Capitals
Depuis juin 2008, Mayence et Hesse rhénane (Mainz - Rheinhessen) sont membres des Great Wine Capitals Global Network (GWC) - une union des Capitales du Vins les plus connues incluant, aux côtés de Mayence, des régions et des villes comme Bilbao (Rioja, Spain), Bordeaux (Vignoble Bordelais, France), Verona (Valpolicella, Italie), Le Cap (Cape-Wineland, Afrique du Sud), Adelaide (Sud Australie), Valparaíso (Casablanca, Chile), Mendoza (Mendoza, Argentina), Porto (Douro, Portugal), Lausanne (Lavaux, Suisse) et San Francisco (Napa Valley, USA).

## Droits
Depuis 2013, il y a une inscription obligatoire pour des vignerons qui veulent faire un vin de glace.  Ils sont obligés de nommer le vignoble et la température lors du vendange. Des contrôleurs officiels contrôlent la qualité des raisins. Cette inscription obligatoire était devenue nécessaire puisqu'en 2011 une forte quantité des vins de glace a été refusée . - 102 producteurs se sont inscrits au début . 

## Domaines viticole de l'État
- Staatliche Weinbaudomäne Oppenheim
- Staatliche Weinbaudomäne Trier
- Staatsweingut Bad Kreuznach
- Staatsweingut mit Johannitergut Neustadt an der Weinstraße

## «Kino Vino»
Avec le Kino Vino le ministère soutient la vente du vin .

### Source de la traduction
- (de) Cet article est partiellement ou en totalité issu de l’article de Wikipédia en allemand intitulé « Weinbau in Rheinland-Pfalz » (voir la liste des auteurs).